# 豹眼蝶
豹眼蝶（学名：Nosea hainanensis），蛱蝶科豹眼蝶属的唯一一种，分布于中国南方地区，本种2023年被收录入中国《有重要生态、科学、社会价值的陆生野生动物名录》。
本种包含2个亚种：
- 指名亚种 Nosea hainanensis hainanensis Koiwaya，1993[3]
- 广西亚种 Nosea hainanensis guangxiensis Chou & Li, 1994